# 合肥市人民政府
合肥市人民政府，是中国安徽省合肥市的行政机关。目前驻地位于合肥市蜀山区东流路100号。

## 历史
1949年1月21日下午，华东野战军先遣纵队第四支队一大队占领合肥县城。22日，成立合肥市临时军事管制委员会。其后，解放军陆续占领合肥县周边地区。1月31日，中共江淮区委决定，成立中共合肥市委。2月1日，成立合肥市人民政府。同时成立合肥城防司令部。合肥市的党、政、军机构分属中共江淮区党委、江淮专区行署、军区领导。
中共政权以合肥县分置合肥市、肥东县、肥西县后，1949年2月5日，正式成立合肥市军事管制委员会，成为合肥市军事管制时期最高权力机构，统一全市军事行政管理事宜。4月，设立皖北行政区。合肥市为中共皖北区委员会、皖北人民行政公署、皖北军区驻地。合肥市人民政府由皖北人民行政公署领导，直到1952年重设安徽省，归属安徽省人民政府领导。

## 机构设置

### 办事机构
- 合肥市人民政府办公室

#### 内设处室
- 综合秘书室（秘书一室）：负责市政府常务会议、市长办公会议的记录、会议纪要的整理和有关会务工作；负责市政府工作报告及综合性材料的起草组织工作和市政府党组学习、会议的服务工作；负责国资委、编办、规划局和金融、保险工作等方面的文电办理和工作联系；编发《合肥市人民政府公报》。

- 秘书二室：负责政府办公厅、监察局、财政局、人事局、劳动和社会保障局、审计局、外经贸局、外侨办、统计局、物价局、市政府研究室、法制办、国税局、地税局、招商局〔外资办、协作办〕、行政服务中心、咨询委、招投标办、投融资管理中心以及民主党派、仲裁委、侨联等方面的文电办理和工作联系。

- 秘书三室：负责公安局、民族事务委员会〔宗教事务局〕、民政局、司法局、旅游局、信访局、国家安全局、台办、应急办、残联以及法院、检察院、军队、台联等方面的文电办理和工作联系。

- 秘书四室：负责建委、国土局、交通局、市容局〔综合执法局〕、园林局、人防办、重点工程建设管理局、房地产局〔房改办〕、土地储备中心、住房公积金管理中心以及民航、铁路等方面的文电办理和工作联系。

- 秘书五室：负责教育局、文广局、卫生局、人口与计生委、体育局、地方志办公室以及共青团、妇联、文联、社联、红十字会等方面的文电办理和工作联系。

- 秘书六室：负责农委、水务局、林业局、畜牧水产局、粮食局、商务局、供销社、工商局、质监局、食品药品监督管理局、气象局、救灾办以及工商联等方面的文电办理和工作联系。

- 秘书七室：负责发改委、经委、环保局、安监局以及电力、邮政、电信、烟草专卖工作和总工会等方面的文电办理和工作联系。

- 秘书八室：负责科技局〔知识产权局〕、地震局、信息化办、创新办以及科协等方面的文电办理和工作联系。
- 行政财务处

- 信息处
- 文秘处（保密办公室）

- 会务联络处
- “放管服”改革和营商环境监督室
- 市政府总值班室
- 政务公开办公室

- 政策法规室
- 电子政务处
- 热线工作指导处
- 人事处
- 离退休工作处
- 机关党委[2]

### 政府组成部门
- 合肥市发展和改革委员会（加挂合肥市粮食和物资储备局牌子）
- 合肥市教育局
- 合肥市科学技术局
- 合肥市工业和信息化局
- 合肥市公安局
- 合肥市城乡建设局
- 合肥市民政局
- 合肥市司法局
- 合肥市财政局
- 合肥市人力资源和社会保障局
- 合肥市自然资源和规划局
- 合肥市生态环境局
- 合肥市交通运输局
- 合肥市农业农村局（加挂合肥市乡村振兴局牌子）
- 合肥市水务局
- 合肥市商务局
- 合肥市文化和旅游局
- 合肥市卫生健康委员会
- 合肥市退役军人事务局
- 合肥市应急管理局
- 合肥市审计局
- 合肥市城市管理局
- 合肥市人民政府外事办公室（加挂合肥市港澳事务办公室牌子）

### 政府直属特设机构
- 合肥市政府国有资产监督管理委员会

### 政府直属机构
- 合肥市市场监督管理局（加挂合肥市知识产权局牌子）
- 合肥市住房保障和房产管理局
- 合肥市体育局
- 合肥市统计局
- 合肥市林业和园林局
- 合肥市医疗保障局
- 合肥市机关事务管理局
- 合肥市地方金融管理局（牌子挂在中共合肥市委金融委员会办公室，并加挂中共合肥市委金融工作委员会牌子，列入中共合肥市委机构序列，保留合肥市人民政府金融办公室牌子）
- 合肥市国防动员办公室
- 合肥市信访局
- 合肥市公共资源交易监督管理局
- 合肥市数据资源管理局

### 政府派出机构
- 合肥市政府驻上海联络处
- 合肥市政府驻深圳联络处
- 合肥市政府驻浙江联络处
- 合肥市政府行政服务中心
- 合肥市政府驻北京联络处

### 议事协调机构
- 合肥市深化医药卫生和医疗保障管理体制改革委员会及其办公室
- 合肥市民生工作领导小组
- 合肥市引江济淮工程领导小组
- 合肥市金融风险防范处置工作领导小组
- 合肥市门户网站工作协调小组
- 合肥市“两治三改”专项行动领导小组
- 合肥市推进“多证合一”暨深化商事登记制度改革工作联席会议
- 合肥市劳动人事争议仲裁委员会
- 合肥市促进旅游业改革发展领导小组
- 合肥市龙泉山生活垃圾填埋场生态修复PPP综合项目（含垃圾焚烧发电）领导小组
- 合肥市“菜篮子”工作领导小组
- 合肥市粮食安全领导小组
- 合肥市全民科学素质工作领导小组
- 合肥市农业水价综合改革工作领导小组
- 合肥市灾后水利水毁修复及水利建设工作领导小组
- 合肥市物流标准化试点工作领导小组
- 合肥市机关事业单位养老保险制度改革工作领导小组
- 合肥市派河国际综合物流园工作领导小组
- 合肥市新合肥西站项目建设领导小组
- 合肥市小微企业创业创新基地城市示范工作领导小组
- 合肥市地下综合管廊建设工作领导小组
- 合肥市青少年校园足球工作领导小组
- 合肥市国有林场改革领导小组
- 合肥市水污染防治工作领导小组
- 合肥市农村综合改革试点工作领导小组
- 合肥市公务用车制度改革领导小组
- 合肥市城市道路交通管理专项工作领导小组
- 合肥市农村土地承包经营权确认登记颁证试点工作专项领导小组
- 合肥市推进新型城镇化试点工作领导小组
- 合肥市政府户籍制度改革领导小组
- 合肥市农民工工作领导小组
- 合肥市海绵城市建设试点工作领导小组
- 合肥市国家知识产权示范城市工作领导小组
- 合肥市摩托车、燃油助力车提前报废领导小组及办公室
- 合肥市创建信息惠民国家示范城市工作领导小组
- 合肥市推进义务教育均衡发展工作领导小组
- 合肥市创建国家电子商务示范城市工作领导小组
- 合肥市城镇化项目推进工作领导小组
- 合肥市集成电路产业发展领导小组
- 合肥市住宅产业化工作领导小组

### 直属事业单位
- 合肥市招商局
- 合肥市重点工程建设管理局
- 合肥市土地储备中心
- 合肥市地政局
- 合肥市贸促会（市博览局）
- 合肥市地方志编纂委员会办公室
- 合肥市残疾人联合会
- 合肥市住房公积金中心

### 垂直管理机构
- 合肥市供销社
- 合肥市气象局
- 合肥市国家税务局
- 合肥市地方税务局